# ناحیه اینترپرایز، میشیگان
ناحیه اینترپرایز (به انگلیسی: Enterprise Township) یک منطقهٔ مسکونی در ایالات متحده آمریکا است که در شهرستان میسوکی واقع شده‌است.
 ناحیه اینترپرایز  ۱۹۴ نفر جمعیت دارد و ۳۵۱ متر بالاتر از سطح دریا واقع شده‌است.